# Międzynarodowa Federacja Krytyków Filmowych
Międzynarodowa Federacja Krytyków Filmowych (fr. Fédération Internationale de la Presse Cinématographique, FIPRESCI) – międzynarodowa organizacja non-profit zrzeszająca krytyków filmowych z całego świata. 
Za cel stawia sobie promocję kina i sztuki filmowej. 
Została utworzona w czerwcu 1930 roku w Brukseli i obecnie zrzesza ponad 50 państw.

## Nagroda FIPRESCI
Międzynarodowa Federacja Krytyków Filmowych przyznaje własną nagrodę, wręczaną na kilku festiwalach filmowych np.: w Toronto, w Cannes, w Wenecji i w Warszawie; nagradzając wyróżniające się produkcje filmowe. Do zdobywców tej nagrody należą m.in.: Pedro Almodóvar, Paul Thomas Anderson, Nuri Bilge Ceylan, Jean-Luc Godard, Michael Haneke, Kim Ki-duk, Aki Kaurismäki, Terrence Malick, Cristian Mungiu, Jafar Panahi, Roman Polański, Krzysztof Kieślowski, Woody Allen i Wong Kar-wai.